# Björn Marquardt
Björn Marquardt (* 5. Januar 1973) ist ein ehemaliger deutscher Basketballspieler.
Der ehemalige Junioren-Nationalspieler Marquardt war mit 1,82 Metern Anfang der 1990er Jahre kleinster Bundesligaspieler in Deutschlands höchster Spielklasse. Er spielte 1993 als Aufbauspieler beim TuS Bramsche, zu dem er zuvor aus Osnabrück gewechselt war. Hier war er Mitspieler des Centers Gunther Behnke, dem zu jener Zeit körperlich größten Spieler der Liga. Später war Marquardt auch für die Artland Dragons aktiv, mit denen ihm 1996 der Aufstieg in die 2. Bundesliga gelang. 2010 schloss sich der mittlerweile beruflich als Orthopäde tätige promovierte Privatdozent Marquardt, der zuvor elf Jahre lang in den beiden höchsten deutschen Basketball-Ligen aktiv war, dem in der Oberliga spielenden UBC in Münster an, in den zuvor der SW Havixbeck rückeingegliedert wurde.